# Heinz Hellmich
Heinz Hellmich (ur. 9 czerwca 1890 w Karlsruhe, zm. 17 czerwca 1944 w rejonie Canville) – niemiecki wojskowy (generał), Generał Oddziałów Wschodnich podczas II wojny światowej.

## Życiorys
W listopadzie 1908 r. wstąpił do armii niemieckiej. Służył w 136 Pułku Piechoty. W marcu 1910 r. awansował do stopnia podporucznika. Brał udział w I wojnie światowej jako dowódca kompanii karabinów maszynowych. Na początku września 1914 r. został ranny. Po wyleczeniu w połowie stycznia 1915 r., powrócił na poprzednie stanowisko w macierzystym pułku. Pod koniec września tego roku dostał się do niewoli rosyjskiej, z której powrócił pod koniec lutego 1918 r.
Ponownie służył w 136 Pułku Piechoty w stopniu porucznika, ale na początku kwietnia tego roku przeszedł do sztabu Grupy Armii księcia Albrechta von Württemberga. Od stycznia 1919 r. dowodził kompanią w I Terytorialnym Batalionie Strzelców. Pod koniec maja tego roku przeszedł do 7 Pułku Piechoty Reichswehry. Od października dowodził kompanią w 104 Pułku Piechoty. W marcu 1920 r. oficerem sztabowym 4 Brygady i jednocześnie dowódcą kompanii 104 Pułku Strzelców. Od stycznia 1921 r. dowodził kompanią 12 Pułku Piechoty. W marcu 1922 r. awansował na kapitana.
W październiku 1923 r. przeniesiono go do sztabu 4 Dywizji. Od października 1924 r. służył w 10 Pułku Piechoty. W listopadzie 1928 r. objął funkcję szefa kompanii w 11 Pułku Piechoty. W październiku 1931 r. w stopniu majora przeszedł do sztabu 4 Dywizji. Od października 1932 r. był instruktorem w akademii wojskowej. W sierpniu 1934 r. w stopniu podpułkownika objął dowodzenie III Batalionu 18 Pułku Piechoty. Od października tego roku dowodził batalionem w Pułku Piechoty "Oldenburg". We wrześniu 1935 r. został oficerem zaopatrzeniowym garnizonu w Dortmundzie.
Od marca 1936 r. w stopniu pułkownika służył w sztabie 26 Dywizji Piechoty. Od czerwca tego roku stał na czele 9 urzędu uzupełnień w Kolonii. W październiku 1937 r. objął funkcję oficera do specjalnych poruczeń głównodowodzącego Wehrmachtu. Jednocześnie był doradcą w inspektoracie Luftwaffe. Od października 1938 r. służył w sztabie szefa szkoleń Luftwaffe jako kierownik grupy taktycznej. W lutym 1939 r. został oficerem sztabowym inspektoratu lotnictwa armii. Od sierpnia tego roku był kwatermistrzem 7 Armii. W październiku awansował na generała majora. Pod koniec października został kwatermistrzem Grupy Armii B. 1 czerwca 1940 r. objął dowództwo 23 Dywizji Piechoty. Brał udział w kampanii francuskiej i agresji na ZSRR.
We wrześniu 1941 r. awansował na generała lejtnanta. 1 kwietnia 1942 r. został dowódcą 141 Dywizji Rezerwowej Piechoty. W poł. grudnia tego roku objął funkcję Generała Oddziałów Wschodnich przy Oberkommando des Heeres (OKH). Odpowiadał za formowanie i szkolenie kolaboracyjnych oddziałów wojskowych złożonych z przedstawicieli narodów ZSRR. Nie sprawdził się na tym stanowisku.
Od stycznia 1944 r. dowodził 243 Dywizją Piechoty, która stacjonowała na wybrzeżu atlantyckim okupowanej Francji. 17 czerwca tego roku zginął w rejonie Canville podczas obrony Cherbourga przed wojskami alianckimi.